# Pavel Taussig (Autor)

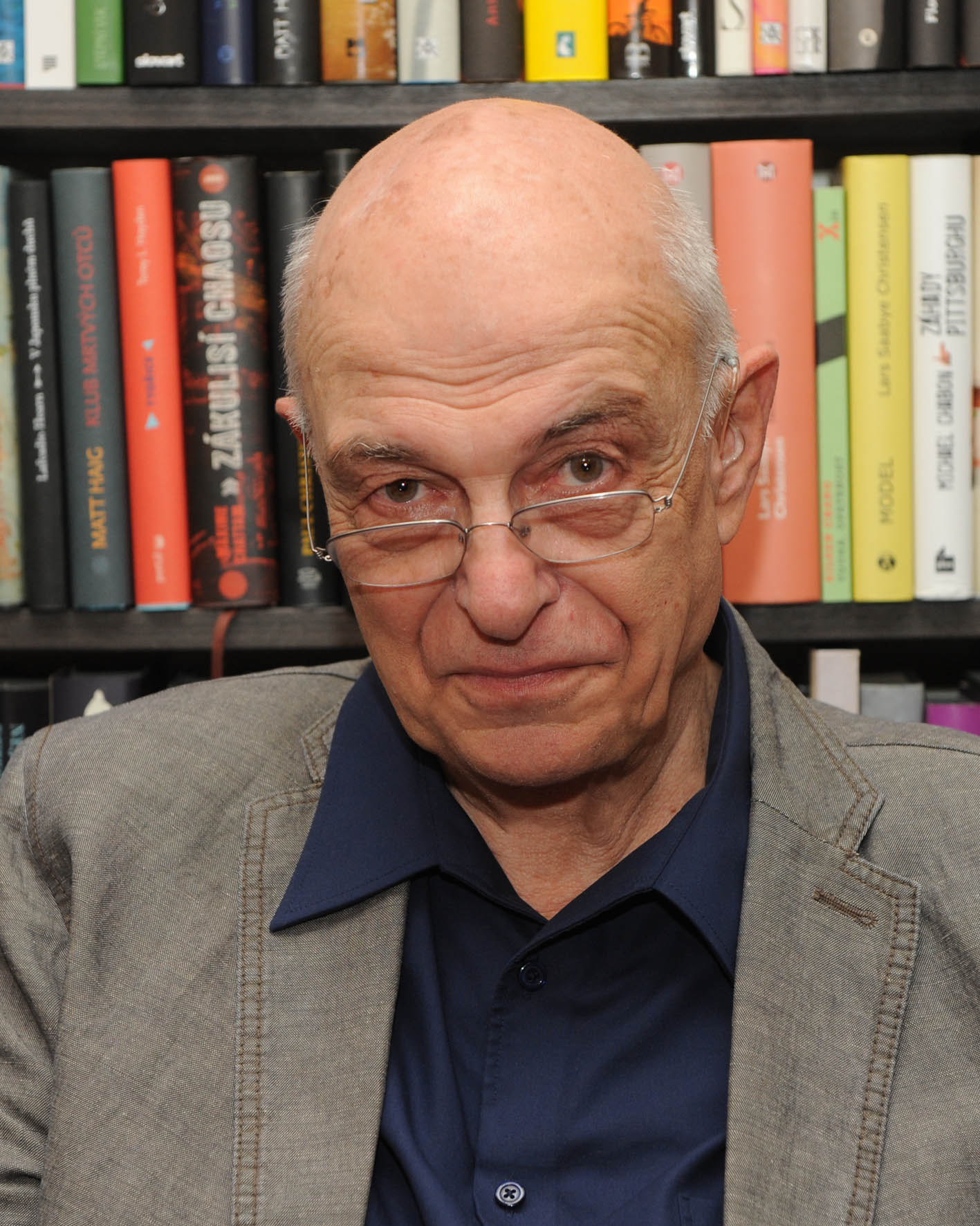
Pavel Taussig (2013)

Pavel Taussig (* 24. November 1933 in Bratislava, Tschechoslowakei) ist ein slowakischer Schriftsteller, Satiriker, Autor, Fotograf und Überlebender des Holocaust. Er war Mitbegründer des Satiremagazins Titanic. Als Kind überlebte er mehrere Konzentrationslager.

## Leben
Pavel Taussig wurde am 24. November 1933 in Bratislava in einer bürgerlichen jüdischen Familie geboren, sein Vater handelte mit Brennholz und Kohle. Die Familie war wohlhabend und vollständig assimiliert. Pavel Taussig wurde gleich nach der Geburt von einem evangelischen Pfarrer getauft. Seine jüdische Herkunft war zu Hause kein Thema, Pavel Taussig besuchte eine slowakische Schule. Erst im Alter von acht Jahren erfuhr er von seinen Eltern seine Herkunft.
Wegen des Aufstiegs des Nationalsozialismus in der zweiten Hälfte der 1930er Jahre begann sich die Lage der Juden zu verschlechtern. Seine Eltern konvertierten 1938 selbst. Nach der Gründung des Protektorats Böhmen und Mähren und des ab 1939 unabhängigen Slowakischen Staates war eine Auswanderung nicht mehr möglich. Pater Artur Taussig verlor seine Arbeit und die Familie musste mehrmals umziehen.
Am 26. Oktober 1944, gegen Ende des Slowakischen Nationalaufstands, verhaftete die SS die Familie beim Abendessen und sie wurde in Viehwaggons ins KZ Auschwitz deportiert, wo sie am 3. November ankam. In Auschwitz überlebte Taussig nur durch Zufall, da er für ein tödliches medizinisches Experiment überraschend nicht ausgewählt wurde. Den Todesmarsch im Januar 1945 ins KZ Mauthausen überlebte er, weil ihn Mithäftlinge zeitweilig trugen. Dort wurde er in den Außenlagern Melk und Gunskirchen interniert. Am 4. Mai 1945 wurde er – schwer krank und fast verhungert – von US-amerikanischen Soldaten befreit. Er litt bereits unter gefährlichen Magenbeschwerden und Tuberkulose. Nach einer mehrwöchigen Erholung in Hörsching und Linz kehrte er Mitte 1945 nach Bratislava zurück, wo er seine Eltern traf. Er wurde etwa ein Jahr lang in der Hohen Tatra wegen Tuberkulose behandelt.
Ab 1946 besuchte er das Gymnasium in Bratislava. Im Jahr 1958 schloss er sein Studium der Bibliothekswissenschaft und der Slowakischen Sprache an der Philosophischen Fakultät der Comenius-Universität Bratislava ab und wurde Journalist, Autor und Cartoonist. Von 1956 bis 1964 war er als Bibliothekar, Leiter der Werbeabteilung des Slowakischen Verlags für Schöne Literatur und von 1964 bis 1968 als Herausgeber der slowakischen Satirezeitschrift Roháč tätig. Er heiratete in Bratislava eine Österreicherin. Im Jahr 1962 veröffentlichte er den Roman Hana. Im Jahr 1968 floh er in Folge des Prager Frühlings auf Anraten seines Chefredakteurs mit seiner Ehefrau nach Deutschland und lebt seitdem in Frankfurt am Main. In Frankfurt arbeitete er für pardon. 1979 gründete er die Titanic mit, für die er Cartoons beisteuerte. In den 1980er Jahren veröffentlichte er zwei Bücher: eine satirische Kurzgeschichte und eine Cartoonsammlung.
Für seinen Sohn übersetzte er zu dessen 11. Geburtstag sein Kinder-Tagebuch ins Deutsche. Im Jahr 2018 erschien seine darauf aufbauende Autobiografie in Tschechien und eine deutsche Ausgabe 2022. Am 27. Januar 2020 begleitete er Bundespräsident Frank-Walter Steinmeier auf dessen Einladung bei einer Reise nach Auschwitz zur Gedenkfeier anlässlich des 75. Jahrestags der Befreiung des Lagers.

## Werke (Auswahl)
- Hana. Román. Vydavateľstvo Rak, Bratislava 1962, ISBN 978-80-85501-55-1 (slowakisch, 184 S.).
- Jedinečná svätá. Humorné a satirické povídky. 68 Publishers, Toronto 1985, ISBN 80-219-0155-1 (slowakisch, 210 S.).
- Blbé, ale naše. Kreslené vtipy. 68 Publishers, Toronto 1987, ISBN 0-88781-191-4 (slowakisch, 48 S.).
- Chlapec, který přežil pochod smrti … a natruc jsem neumřel! Autobiografické vzpomínky. Cosmopolis, Prag 2018, ISBN 978-80-271-0410-9 (slowakisch, 208 S.).
- Sarah Friedrich, Uwe Neumärker (Hrsg.): Ich habe den Todesmarsch überlebt. Erinnerungen und Tagebuch eines Elfjährigen. Stiftung Denkmal für die Ermordeten Juden Europas, Berlin 2022, ISBN 978-3-942240-41-3 (155 S.).